# Rydsgårds landsfiskalsdistrikt
Rydsgårds landsfiskalsdistrikt var 1918-1941 ett landsfiskalsdistrikt i Malmöhus län, bildat när Sveriges indelning i landsfiskalsdistrikt trädde i kraft den 1 januari 1918, enligt beslut den 7 september 1917. Landsfiskalsdistriktet avskaffades den 1 oktober 1941 (genom kungörelsen 28 juni 1941) när Sverige fick en ny indelning av landsfiskalsdistrikt. Av dess ingående områden överfördes kommunerna Balkåkra, Sjörup, Skårby och Snårestad till Herrestads landsfiskalsdistrikt, kommunerna Västra Nöbbelöv och Skivarp till Klagstorps landsfiskalsdistrikt samt kommunerna Katslösa landskommun, Villie landskommun, Solberga och Örsjö till Skurups landsfiskalsdistrikt.
Landsfiskalsdistriktet låg under länsstyrelsen i Malmöhus län.

## Ingående områden

### Från 1918
Ljunits härad:
- Balkåkra landskommun
- Katslösa landskommun
- Sjörups landskommun
- Skårby landskommun
- Snårestads landskommun
- Villie landskommun
- Västra Nöbbelövs landskommun

Vemmenhögs härad:
- Skivarps landskommun
- Solberga landskommun
- Örsjö landskommun